# Marcus Antonius Minor
Pour le chirurgien du IIIe siècle, voir Antyllus.
Marcus Antonius Minor ou Antyllus, né en 47/46 et exécuté en 30 av. J.-C., est une personnalité romaine du Ier siècle av. J.-C., fils de Marc Antoine et de Fulvie. En dépit des trois enfants qu'il a de Cléopâtre, Antoine désigne Antyllus comme son héritier officiel. C'est certainement ce qui explique qu'il soit exécuté sur l'ordre d'Octavien le 23 août 30 av. J.-C. à la suite du suicide de son père.

## Naissance et famille
Il naît à Rome pendant l'hiver 47/46 de l'union entre Marc Antoine et Fulvie. Par sa mère, il descend donc de Caius Gracchus, le cadet des Gracques, ou encore de Scipion l'Africain.
Il a un frère quelques années plus tard, Iullus Antonius, et plusieurs demi-frères et demi-sœurs par les multiples mariages de ses parents.

## Biographie

### À Rome
Au lendemain de l'assassinat de Jules César, son père le donne en otage aux Césaricides alors retranchés sur le Capitole. Cela permet l'ouverture des négociations qui permettront d'éviter la guerre civile.
Lors de la guerre civile de Modène pendant laquelle son père est déclaré hostis, il est placé sous la protection de Lucius Calpurnius Piso et de Titus Pomponius Atticus comme l'ensemble de sa famille.
Ensuite, lors de la guerre de Pérouse, il reste avec sa mère. À la suite de la guerre, ses parents divorcent et sa mère meurt peu de temps après en exil, en l'an 40. Antoine se remarie avec Octavie la Jeune.

### À Athènes
Lors du renouvellement du second triumvirat en l'an 37, Antoine et Octavien conviennent ensemble qu'Antonius Minor épousera Julia, fille d'Octavien,. Celle-ci est née moins de deux ans plus tôt.
Jusqu'en 36, Antyllus vit avec son père et sa belle-mère à Athènes.

### À Alexandrie
À partir de 36, ou au plus tard en 32 av. J.-C., il accompagne son père à Alexandrie et vit à la cour de la reine d'Égypte Cléopâtre, qui s'unit avec Antoine.
Son surnom « Antyllus » (Ἅντυλλος) lui est donné par les historiens grecs, peut-être attribué par son père et qui signifierait « l'Archer ». Il peut aussi s'agir d'une déformation de « Antonillus », c'est-à-dire le « petit Antoine ».
Plutarque raconte l’anecdote suivante au sujet d'Antyllus et de Philotas d'Amphisse, :

« Le médecin Philotas d'Amphisse [...] est admis à faire sa cour au fils aîné qu'Antoine a eu de Fulvie ; et il mange familièrement à sa table avec ses autres amis, quand ce jeune homme ne soupe pas chez son père. Il a un soir pour convive un médecin présomptueux qui importune tout le monde de son babil. Philotas lui ferme la bouche par le sophisme suivant : “Il faut, lui dit-il, donner de l'eau froide à un homme qui a la fièvre de quelque manière : or, tout homme qui a la fièvre l'a de quelque manière ; il faut donc donner de l'eau froide à tout homme qui a la fièvre”. Le médecin, frappé de ce sophisme, reste muet. Le jeune Antoine, charmé de son embarras et riant de tout son cœur : “Philotas, dit-il, je te donne tout ce qui est là”, en lui montrant un buffet couvert d'une superbe vaisselle d'argent. Philotas, bien éloigné de croire qu'un enfant de cet âge peut disposer de meubles d'un si grand prix, le remercie de sa bonne volonté. Le lendemain, il voit arriver chez lui un officier d'Antoine qui apporte dans une grande corbeille toute cette vaisselle, et qui lui dit d'y mettre son sceau. Philotas, qui craint d'être blâmé en la recevant, persiste à la refuser. “Eh quoi, innocent que vous êtes, lui dit cet officier, vous balancez à accepter ce présent ! Ignorez-vous donc que c'est le fils d'Antoine qui vous l'envoie, et qu'il pourrait vous donner la même quantité de vaisselle d'or ? Il est vrai, si vous voulez m'en croire, que vous en recevrez la valeur en argent ; car il serait possible que le père désirât d'avoir quelqu'un de ces vases antiques qui sont si recherchés pour la beauté du travail”. »

— Plutarque, Vies parallèles des hommes illustres, Antoine, 28 - traduction Ricard, 1840.
Après sa victoire à Actium sur Antoine et Cléopâtre en 31, Octavien envahit l'Égypte en 30. Césarion et Antyllus sont alors inscrits parmi les éphèbes par leurs parents, Antyllus recevant la toge virile au début de l'an 30 av. J.-C. Il s'ensuit de grands banquets.
Antyllus est envoyé comme émissaire auprès d'Octavien, mais à l'instar des autres ambassades, c'est vain. Son père l'envoie ensuite avec une grosse somme d'argent, en échange de la paix. Octave garde l'argent, mais rejette Antyllus et le renvoie à son père, sans lui donner de réponse,.

### Exécution
Début août, Antoine et Cléopâtre se suicident. Antyllus est trahi par son tuteur, Theodorus. Plaidant en vain la miséricorde d'Octave, Antyllus se jette au pied de la statue de Jules César dans le temple du divin César dressé par Cléopâtre, mais les soldats romains le traînent hors du temple,. Octave ordonne son exécution le même jour que celle de Césarion, le 23 août. Antyllus est égorgé selon Dion Cassius ou décapité. Theodorus est accusé d'avoir volé une pierre précieuse au jeune homme, jugé coupable et crucifié,.
C'est le seul fils d'Antoine exécuté par Octavien, probablement car il en est l'héritier d'un point de vue romain, et bien qu'il soit fiancé à Julia,. De plus, dorénavant adulte, il est en âge de réclamer l'héritage paternel. Octavie élève les autres descendants d'Antoine, Iullus, frère d'Antyllus, Alexandre, Séléné et Ptolémée, enfants de Cléopâtre VII, aux côtés de ses propres enfants,.